# Batalha de Rovine
A Batalha de Rovine foi travada em 17 de maio de 1395 entre o exército da Valáquia, liderado pelo voivode Mircea I, e as forças invasoras otomanas lideradas pelo sultão Bajazeto I. O exército otomano enfrentou uma força valáquia muito menor. Diz a lenda que, na véspera da batalha, vestido como um emissário da paz, Mircea conversou com Bajazeto e pediu-lhe que deixasse a Valáquia em troca de permissão para atravessá-la. O sultão teria insistido em lutar.

## Batalha
É certo que o combate ocorreu perto do rio Argeș, mas o local exato é tema de disputa, apesar de diversos historiadores confirmarem que ela teria ocorrido em território valáquio. No combate, o papel preponderante foi dos arqueiros valáquios, que devastavam as fileiras otomanas tão logo iniciavam o ataque e há relatos do sol sendo bloqueados pela grande quantidade de flechas atiradas pelos valáquios. Uma carga da cavalaria valáquia então teria sido suficiente para colocar em fuga as tropas otomanas, que tentaram fugir em desordem através do Danúbio, com grandes perdas.
Participaram desta batalha, como vassalos turcos, o déspota Estêvão Lazarević (que ainda era apenas um grão-príncipe) e o rei Marko, o mais poderoso senhor feudal sérvio.

## Outra hipótese
Alguns defendem que os combates teriam durado uma semana e não um dia. A batalha, feroz, teria terminado com pesadas perdas para ambos os lados e com o recuo de ambas as forças. Ainda que os valáquios tenham de fato conseguido repelir os otomanos, eles teriam conseguido defender melhor sua retaguarda por causa da guarda pessoa do sultão (os janízaros). Este teria sido o ponto inexpugnável da defesa otomana e que seria colocado em prática com grande sucesso no ano seguinte na famosa Batalha de Nicópolis: um avanço que se tornaria a principal marca das táticas militares otomanas até o século XVIII. O exército de Mircea, depois de sofre pesadas perdas e incapaz de romper a linha defensiva no acampamento otomano, acabou tendo que recuar. Seja como for, esta batalha permanece sendo uma das principais da história da Romênia.